# رزمایش دلاور
رزمایش دلاور (انگلیسی: Exercise Delawar) یک رزمایش مشترک بود که در سال ۱۹۶۴ توسط ایالات متحده آمریکا و ایران تحت نظارت سازمان پیمان مرکزی (CENTO) انجام شد. این رزمایش در جنوب غربی ایران برگزار شد.
حدود ۶۸۰۰ پرسنل نظامی آمریکایی از سه شاخه نظامی، از جمله ۲۳۰۰ چترباز، در این مانور جنگی شرکت کردند.نیروهای دریایی ایالات متحده و همچنین تفنگداران دریایی نیز در خلیج فارس مستقر شدند و عملیات آبی-خاکی را با پشتیبانی هوایی نزدیک نورث امریکن اف-۱۰۰ سوپرسیبر انجام دادند.
به گفته چوبین و ذبیح، واشنگتن با این مانور جنگی، تهران را از علاقه مداوم خود به منطقه "تا حدی مطمئن" کرد.